# Мачвански Причиновић
Мачвански Причиновић је насеље у Србији у општини Шабац у Мачванском округу. Према попису из 2022. било је 1317 становника.
Овде се налази Црква Светог Георгија у Мачванском Причиновићу.

## Галерија
- Дом културе
- Споменици у центру села
- Зграда поште
- Зграда школе

## Демографија
У насељу Мачвански Причиновић живи 1589 пунолетних становника, а просечна старост становништва износи 40,7 година (39,7 код мушкараца и 41,8 код жена). У насељу има 620 домаћинстава, а просечан број чланова по домаћинству је 3,19.
Ово насеље је великим делом насељено Србима (према попису из 2002. године).
|  |

| Демографија | Демографија | Демографија |
| Година      | Становника  | Становника  |
| ----------- | ----------- | ----------- |
| 1948.       | 2.046       |             |
| 1953.       | 2.164       |             |
| 1961.       | 2.140       |             |
| 1971.       | 2.022       |             |
| 1981.       | 2.174       |             |
| 1991.       | 2.324       | 2.114       |
| 2002.       | 1.976       | 2.397       |

| Етнички састав према попису из 2002.‍ | Етнички састав према попису из 2002.‍ | Етнички састав према попису из 2002.‍ | Етнички састав према попису из 2002.‍ | Етнички састав према попису из 2002.‍ |
| ------------------------------------ | ------------------------------------ | ------------------------------------ | ------------------------------------ | ------------------------------------ |
|                                      |                                      |                                      |                                      |                                      |
| Срби                                 | Срби                                 |                                      | 1.931                                | 97,72%                               |
| Роми                                 | Роми                                 |                                      | 28                                   | 1,41%                                |
| Муслимани                            | Муслимани                            |                                      | 2                                    | 0,10%                                |
| Хрвати                               | Хрвати                               |                                      | 1                                    | 0,05%                                |
| Руси                                 | Руси                                 |                                      | 1                                    | 0,05%                                |
| Југословени                          | Југословени                          |                                      | 1                                    | 0,05%                                |
| непознато                            | непознато                            |                                      | 11                                   | 0,55%                                |

| Година пописа     | 1948. | 1953. | 1961. | 1971. | 1981. | 1991. | 2002. |
| ----------------- | ----- | ----- | ----- | ----- | ----- | ----- | ----- |
| Број домаћинстава | 432   | 467   | 513   | 530   | 576   | 612   | 620   |

| Број чланова      | 1   | 2   | 3   | 4  | 5  | 6  | 7  | 8 | 9 | 10 и више | Просек |
| ----------------- | --- | --- | --- | -- | -- | -- | -- | - | - | --------- | ------ |
| Број домаћинстава | 121 | 150 | 104 | 95 | 67 | 61 | 16 | 5 | 0 | 1         | 3,19   |

| Пол    | Укупно | Неожењен/Неудата | Ожењен/Удата | Удовац/Удовица | Разведен/Разведена | Непознато |
| ------ | ------ | ---------------- | ------------ | -------------- | ------------------ | --------- |
| Мушки  | 806    | 232              | 502          | 39             | 25                 | 8         |
| Женски | 870    | 168              | 508          | 170            | 19                 | 5         |
| УКУПНО | 1.676  | 400              | 1.010        | 209            | 44                 | 13        |

| Пол    | Укупно                    | Пољопривреда, лов и шумарство | Рибарство                            | Вађење руде и камена | Прерађивачка индустрија       |
| ------ | ------------------------- | ----------------------------- | ------------------------------------ | -------------------- | ----------------------------- |
| Мушки  | 455                       | 301                           | 0                                    | 1                    | 55                            |
| Женски | 274                       | 194                           | 0                                    | 0                    | 16                            |
| УКУПНО | 729                       | 495                           | 0                                    | 1                    | 71                            |
| Пол    | Производња и снабдевање   | Грађевинарство                | Трговина                             | Хотели и ресторани   | Саобраћај, складиштење и везе |
| Мушки  | 2                         | 12                            | 25                                   | 4                    | 14                            |
| Женски | 0                         | 0                             | 20                                   | 6                    | 1                             |
| УКУПНО | 2                         | 12                            | 45                                   | 10                   | 15                            |
| Пол    | Финансијско посредовање   | Некретнине                    | Државна управа и одбрана             | Образовање           | Здравствени и социјални рад   |
| Мушки  | 1                         | 2                             | 2                                    | 7                    | 7                             |
| Женски | 2                         | 1                             | 1                                    | 11                   | 17                            |
| УКУПНО | 3                         | 3                             | 3                                    | 18                   | 24                            |
| Пол    | Остале услужне активности | Приватна домаћинства          | Екстериторијалне организације и тела | Непознато            | Непознато                     |
| Мушки  | 5                         | 0                             | 0                                    | 17                   | 17                            |
| Женски | 1                         | 0                             | 0                                    | 4                    | 4                             |
| УКУПНО | 6                         | 0                             | 0                                    | 21                   | 21                            |